# Howard A. Darrin
Howard A. Darrin (* 1897 in New Jersey; † 1982, Spitzname “Dutch”) war ein US-amerikanischer Karosseriebauer und Unternehmer. Vielfach wird er als „Designer“ bezeichnet.
Er kam schon mit zehn Jahren mit Technik in Kontakt und arbeitete zunächst bei Automobiles Westinghouse. Dann arbeitete er über 35 Jahre überwiegend im Automobilbereich.

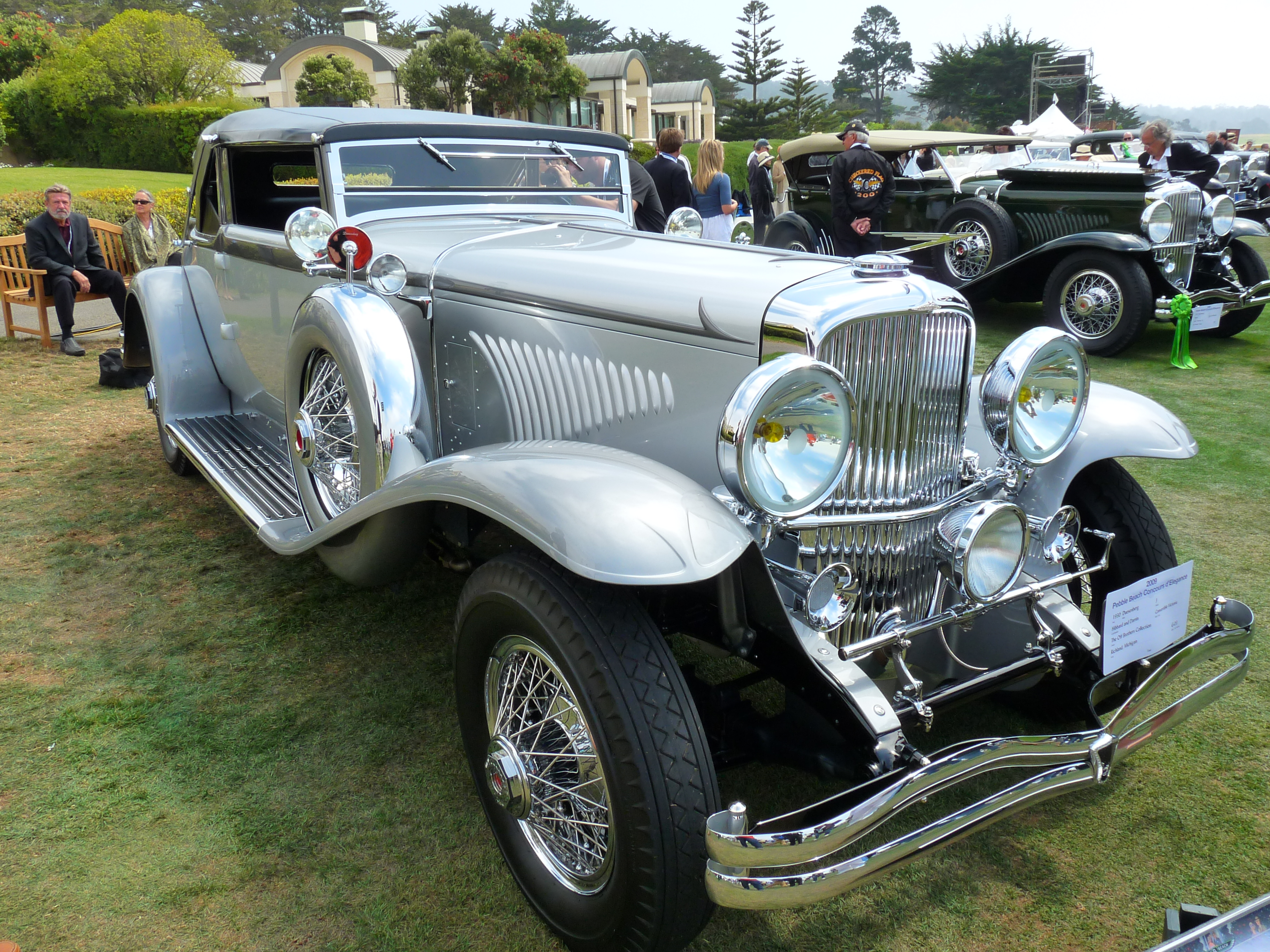
Düsenberg-Cabrio von Hibbard & Darrin, 1930

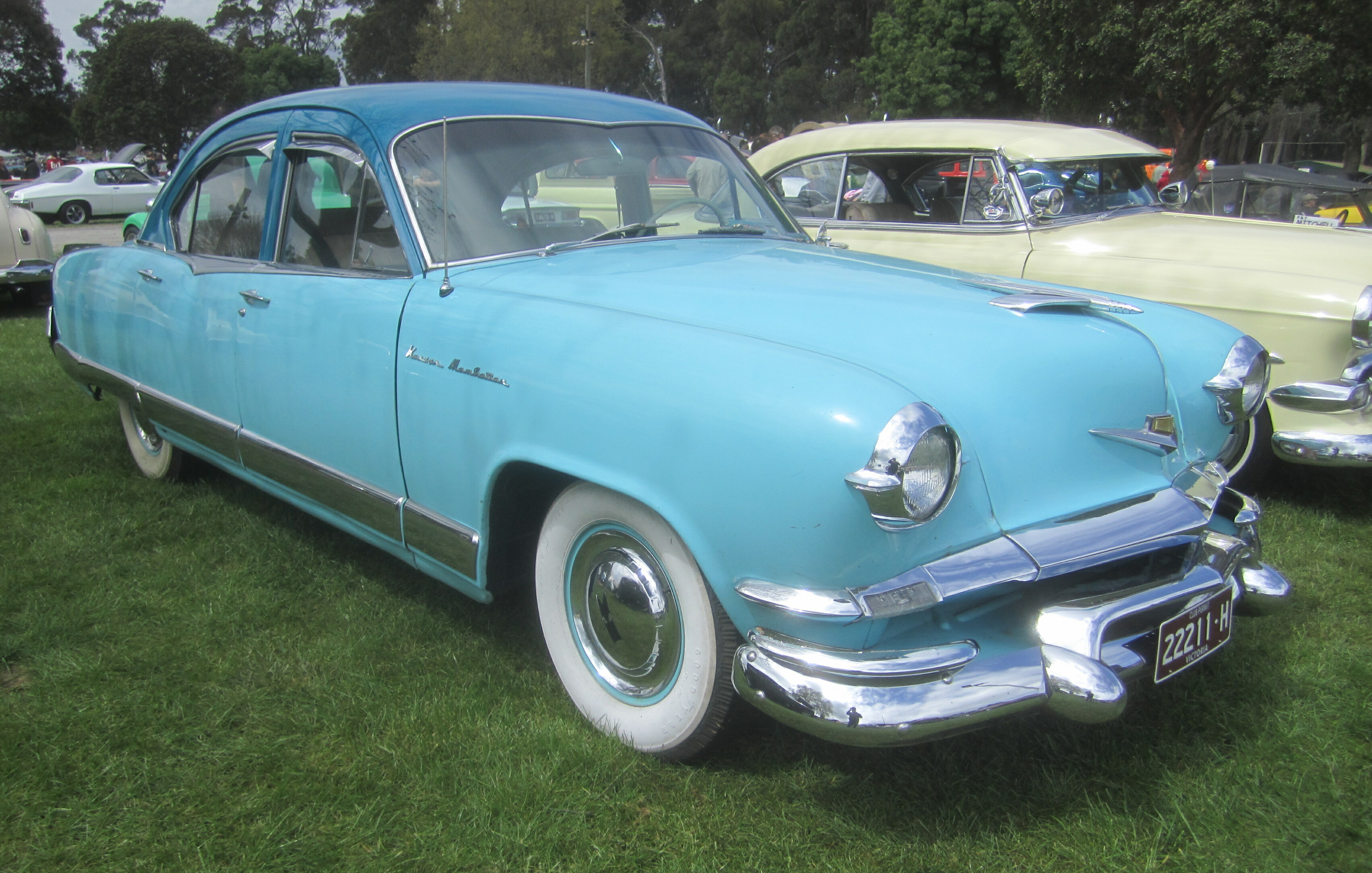
Kaiser Manhattan Sedan

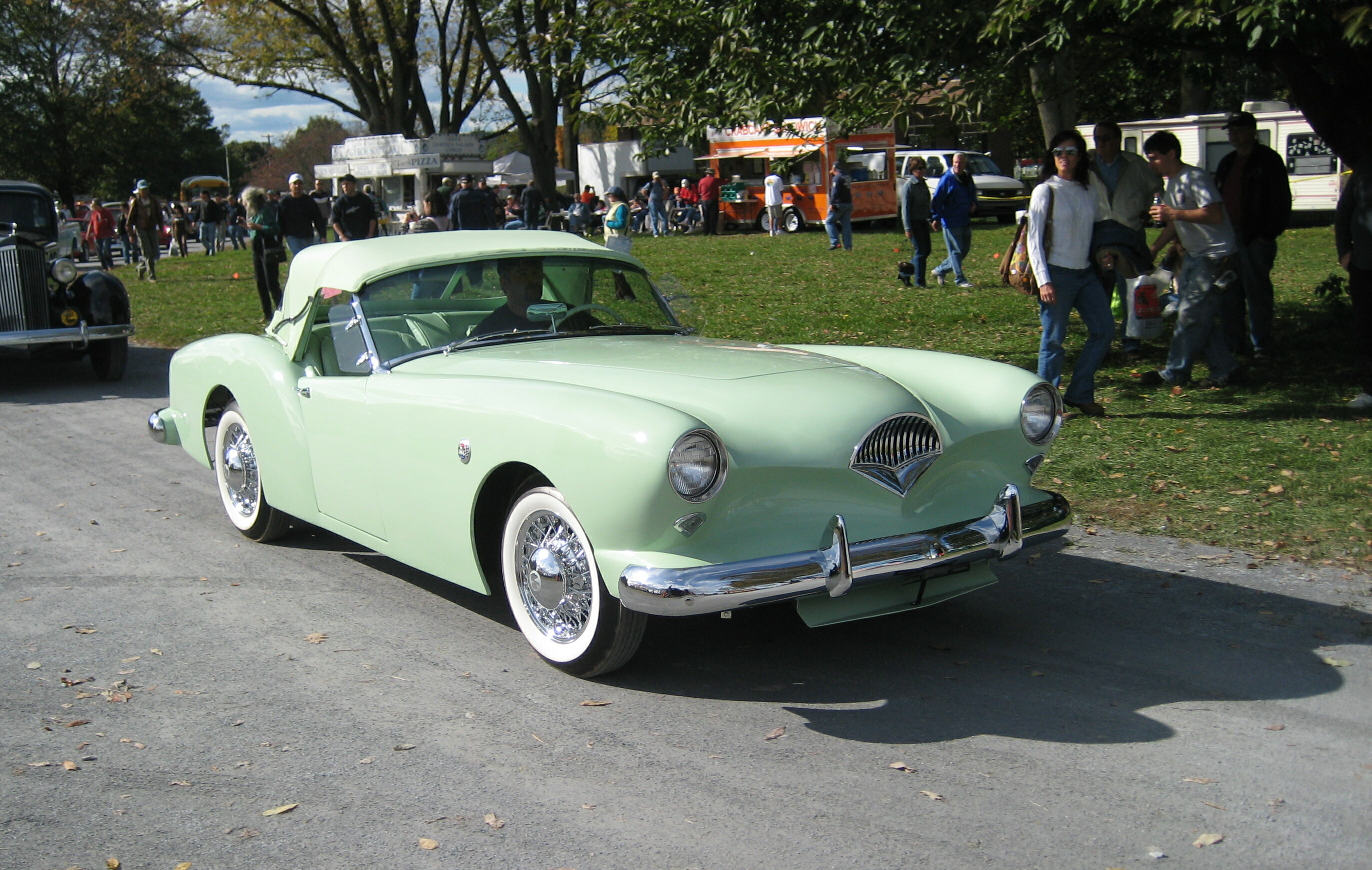
Kaiser Darrin in der Farbe „light green“

Darrin war auch Pilot und gründete 1919 eine Fluglinie. Gleich dem nach dem Ersten Weltkrieg arbeitete er bei Brewster & Co., 1923 gründete er in Paris mit Thomas Hibbard Hibbard & Darrin. Dort entstand neues Rahmenmaterial (statt Holz) und 1929 die leichte Aluminium-Legierung Alpax, die für Karosserien verwendet wurde. Im Jahre 1926 meldete er ein Patent für ein umwandelbares Verdeck für Kraftwagen in Frankreich und weiteren Ländern an. Weiterhin beriet das Unternehmen andere Automobilhersteller, auch André Citroën. Nachdem Hibbard & Darrin aufgrund von Schwierigkeiten mit einem Geldgeber 1931 aufgelöst worden war, gründete Howard Darrin 1932 mit dem Argentinier J. Fernandez Fernandez & Darrin; Fernandez brachte die Geldmittel ein. Fernandez & Darrin fertigte Karosserien nach Kundenwunsch; sie waren bei Filmgrößen beliebt, beispielsweise bestellte auch Greta Garbo ein Fahrzeug. In den 1940er Jahren eröffnete er in Los Angeles die Design-Werkstatt Darrin of Paris. Aus einer Zusammenarbeit mit Packard entstanden 1940 der Packard Darrin und 1942 der Packard Clipper.
1946 gründete er in den USA neben einer Flugschule Darrin Automotive Design. Darrin gestaltete zunächst Limousinen für Kaiser. Der Kaiser Manhattan gewann den Grand Prix d'Honneur beim Councours d'Elegance in Cannes. Die kleine Einbuchtung in der Mitte des oberen Rand von Front- und Heckscheibe der Limousinen wurde auch als „Darrin Dip“ bezeichnet. 1952, vor der ersten Corvette, stellte Kaiser den Sportwagen Kaiser Darrin mit einer Kunststoffkarosserie vor, von dem 435 Exemplare hergestellt wurden. Am Markt setzte sich trotz der 1922 von Darrin erfundenen Schiebetürmechanik die über 50 Prozent stärker motorisierte Corvette durch. Das letzte von ihm gestaltete Fahrzeug war der 1957 erschienene offene Zweitürer DKW Flintridge.
Nach der Arbeit im Automobilbereich arbeitete Darrin bis zu seinem Tod als Industriedesigner. Die Syracuse University nennt zwei Artikel in Fachzeitschriften von Howard A. Darrin im Jahr 1968; einer davon hieß Disaster is my business.
Außerdem war Darrin begeisterter Polo-Spieler. Auch mit über 50 Jahren wurde er als athletisch und sportlich beschrieben.

## Belege
1. 1 2 3 4  Richard M. Langworth: All the Luck: Howard A. “Dutch” Darrin, Part 1 - Richard M. Langworth. In: richardlangworth.com. 27. Mai 2017, abgerufen am 3. Januar 2024 (englisch).
2. ↑  Paul Niedermeyer: 1947 Frazer Manhattan - Kaiser-Frazer: The Last New American Carmaker, Until Tesla - K-F History, Part 1. In: curbsideclassic.com. 23. Dezember 2019, abgerufen am 7. Januar 2024 (englisch).
3. 1 2 3 4  Bobby Kimbrough: Legendary Automotive Designers: Howard “Dutch” Darrin. In: streetmusclemag.com. 31. August 2017, abgerufen am 3. Januar 2024 (englisch).
4. 1 2 3 4  Kaiser-Darrin. In: radical-mag.com. 1. September 2018, abgerufen am 3. Januar 2024.
5. ↑  Patent  DE467215C: Umwandelbares Verdeck für Kraftwagen. Angemeldet am 28. Dezember 1926, veröffentlicht am 20. Oktober 1928, Erfinder: Howard A. Darrin.‌
6. 1 2 3  Howard A. Darrin Papers, A description of his papers at Syracuse University. In: library.syracuse.edu. 19. März 2010, abgerufen am 7. Januar 2024 (englisch).
7. ↑  Mark Trotta: Kaiser Frazer Cars. In: classic-cars-a-to-z.com. Abgerufen am 3. Januar 2024 (englisch).
8. ↑  Bill Vance: Vintage cars: Even the Manhattan couldn't save Kaiser-Frazer. In: timescolonist.com. 20. Januar 2022, abgerufen am 7. Januar 2024 (englisch).
9. ↑  Bruno von Rotz: Kaiser-Darrin - Kunststoff-Seriensportwagen mit Schiebetüren (Fahrzeugberichte). In: zwischengas.com. 15. Januar 2015, abgerufen am 3. Januar 2024.
10. ↑  Geoff Hacker: The DKW Flintridge – Howard “Dutch” Darrin’s Last (Built) Sports Car - Undiscovered Classics. In: undiscoveredclassics.com. 29. Dezember 2011, abgerufen am 3. Januar 2024 (englisch).
11. ↑  Howard A. Darrin Papers, auf library.syracuse.edu, abgerufen am 7. Januar 2024
12. ↑  Geoff Hacker: Howard “Dutch” Darrin – King of the Coachbuilders: Motor Trend, February 1953. In: undiscoveredclassics.com. 30. Oktober 2011, abgerufen am 4. Januar 2024 (englisch).

| Personendaten    | Personendaten              |
| ---------------- | -------------------------- |
| NAME             | Darrin, Howard A.          |
| KURZBESCHREIBUNG | US-amerikanischer Designer |
| GEBURTSDATUM     | 1897                       |
| GEBURTSORT       | Newark (New Jersey)        |
| STERBEDATUM      | 1982                       |